# José Waikit Feng Ng
José Waikit Feng Ng (Barquisimeto, Venezuela 1992) es un actor, director y escritor venezolano radicado en Estados Unidos.

## Biografía
José Waikit Feng Ng, conocido en el mundo artístico como José Feng, nació en la ciudad de Barquisimeto, capital del estado Lara, Venezuela, de ascendencia china. Cursó estudios de bachillerato en el Colegio La Salle de su ciudad natal, posteriormente se traslada a la ciudad de Nueva York, Estados Unidos para realizar estudios de inglés.
En el 2011, José Feng inicia sus estudios en la Universidad Estatal de California en Fullerton (Cal State Fullerton), donde obtiene el título de Bachelor of Arts in Business Administration (Marketing), en esta institución de educación superior toma sus primeras clases de actuación, motivado por su participación en un taller de técnica y emoción dictado por la Actriz Flor Nuñez en Barquisimeto, Venezuela.
Desde el año 2013 José Feng ha venido desarrollando su formación con estudios de técnica para la actuación, entre los que destacan: el Actor's Studio Of Orange County – California y los talleres realizados en la Academia de Los Groundlings en los Ángeles, California, en estos talleres sostuvo un activa colaboración actores de Saturday Night Live Show.
Como parte de su formación actoral, José Feng realizó estudios de actuación en el UCLA Extension Program, en este programa tuvo la oportunidad de conocer y aprender de cineastas de Hollywood como la directora de cine y videos musicales Alma Har’el y Jennie Tugend productora del film Liberen a Willy.

## Carrera Artística
En 2017, José Feng formó parte del elenco de Mission Anomaly, un corto dirigido y coescrito por Rogelio Fojo. En esta producción de ciencia ficción Interpreta Jimmy Wong, un ingeniero de la nasa. Este mismo año tuvo la oportunidad de participar en el corto de comedia y romance Check, Please dirigido por Alexander Tocho, donde interpreta a Eric.
En 2018, participa en los cortometrajes Roofied dirigido por Julia Kern interpretando a un asistente de fiesta, Rebar dirigido por Ryan Harpole interpretando a un presidiario y Last Stand dirigido por Mayuko Takenaka, donde interpreta a un soldado japonés.
Ese mismo año tiene la oportunidad de participar en el largometraje All about Nina, dirigido por Eva Vives, reconocida directora española, interpretando a un asistente del club de comedia, en esta producción, nominada al mejor largometraje narrativo en el reconocido Festival de Cine Tribeca, tuvo la oportunidad de compartir escenario con las actrices Mary Elizabeth Winstead y Kate del Castillo.
Participó también en 2018 en el film Unbroken: Path to Redemption, dirigido por Harold Cronk, donde interpreta a un soldado japonés, esta producción secuela del largometraje Unbroken de 2014, dirigida por Angelina Jolie, fue nominada en GMA Dove Award, Golden Trailer Awards, y MovieGuide Awards.
En 2019, participa en el cortometraje “ The Stooge” dirigido por Rogelio Flojo, donde interpreta a Jake, un asistente de mago.

## Carrera como director
Su pasión por la actuación lo lleva en 2018 a iniciar estudios de dirección, comienza a dirigir proyectos personales como el cortometraje de comedia La Reina Pepiada (2018), el que José Feng narra la vida del venezolano fuera de su país, este corto se hizo muy popular en las redes sociales.
Su proyecto Ghosting, un cortometraje sobre un asesino a sueldo de sangre fría que recibe un inesperado regalo mientras realiza uno de sus trabajos, recibió menciones honoríficas como mejor cortometraje de ciencia ficción y mejor microfilm en el Independent Short Awards edición octubre de 2019. Vale destacar que esta producción fue realizada sin presupuesto.
La película Collab producida en 2018 por José Feng fue muy bien aceptada por la crítica y logró los galardones de Mejor cortometraje de suspenso y Mejor director (masculino) debutante en el Independent Short Awards edición Octubre 20199. obtuvo también el reconocimiento como Mejor cortometraje de estudiante en el Asian Cinematography Awards 2020. y la nominación como mejor cortometraje en el Miami Independent film Festival.
Su película Maní (2020) grabada y editada en tan sólo 24 horas que narra la vida de una pareja de inmigrantes obtuvo una nominación en el Indie Short Fest edición 2020. El corto de drama Our Pyrite (2020) dirigido y escrito por José Feng ha sido presentado en varios festivales de cine y ha sido seleccionada para Los Angeles Lift-Off Film Festival.
Al inicio de la pandemia causada por el Covid-19, José Feng se dedicó a producir cortos para las redes sociales, grabó su primer documental Being There en las marchas del movimiento Black Lives Matter en el centro de Los Ángeles en agosto de 2020, este documental ha sido seleccionado por los festivales de cine Miami Independent Film Festival y Docs Without Borders Film Festival.
En junio de 2020 José Feng termina la producción de Lupita, un cortometraje también escrito por este realizador venezolano que se enfoca en los traumas que pueden sufrir los niños al ser separados de sus padres. Este thriller corto ha sido seleccionado para participar en importantes festivales de cine como Austin Revolution Film Festival (Texas) donde forma parte de su Selección Oficial.
En el Flickers’ Rhode Island International Film Festival logró ubicarse como semifinalista y logró alzarse con el galardón en la categoría Best Indie Filmmaker en Los Angeles Film Awards.

## Producciones
Maní (2020): dirigido y escrito por Jose Feng, este corto narra la historia de una pareja de venezolanos que se ha mudado a Los Ángeles y su relación se ve afectada por la situación económica que deben afrontar. En esta producción participan los actores venezolanos Odel Hernández y Adriana Galindez
Our Pyrite (oro falso) (2020): un cortometraje dirigido y escrito por Jose Feng que narra la vida perfecta y falsa que Julian se ha creado para convencer a su padre de sus logros y poder tener la oportunidad de salir del closet, sin embargo un pequeño error cambiará todo. La historia se centra en las ideas y representa el grupo de LGBT en Los Ángeles y sus obstáculos.
Being There (2020) : Primer documental de José Feng que captura los hechos ocurridos el 6 de junio de 2020 en las calles de Los Ángeles durante una marcha de Black Lives Matters que exigía justicia por el caso de Breonna Taylor. El documental se centra en una serie de preguntas que revelan los verdaderos sentimientos de estar presente en la lucha contra el racismo y la segregación.
Lupita (2020) : Thriller corto dirigido y escrito por José Feng centrado en la historia de Lupita una mujer perturbada por su pasado, que luego de descubrir una fotografía de su infancia comienza a averiguar y tomar conciencia de los eventos que llevaron a la desaparición de su madre. Protagonizado por Ava Ticotin ( Lupita) y Ximena Macarena (Carolina) fue realizado en dos semanas y cuenta con música de Santiago Velarde.